# Jan Frans Loos
Jan Frans Loos (12 de noviembre de 1799 - 2 de febrero de 1871) fue un político liberal belga. Como alcalde de Amberes desde 1848 hasta el 30 de marzo de 1863, fue responsable por la modernización de Amberes en la segunda mitad del siglo XIX.
Demolió la circunvalación española antigua de la ciudad, que permitió a la ciudad expandirse más allá de sus límites del siglo XVI.